# Communauté de communes de l'Emblavez
La communauté de communes de l'Emblavez est une ancienne communauté de communes française située dans le département de la Haute-Loire en région Auvergne-Rhône-Alpes.

## Historique
La communauté de communes de l'Emblavez a été créée le 1er janvier 1996. Composée de 9 puis 11 communes, elle a exercé ses compétences jusqu'au 31 décembre 2016.
Le schéma départemental de coopération intercommunale,, approuvé le 4 mars 2016 par la commission départementale de coopération intercommunale de la Haute-Loire, a prévu la fusion, le 1er janvier 2017, de la communauté de communes de l'Emblavez avec la communauté d'agglomération du Puy-en-Velay, les communautés de communes des Portes d'Auvergne (moins Varennes-Saint-Honorat), du Plateau de La Chaise-Dieu (moins Berbezit), du Pays de Craponne et les communes de Le Pertuis et Saint-Hostien (membres de la communauté de communes du Meygal).
Le 1er janvier 2017, la communauté de communes de l'Emblavez a fusionné au sein de la communauté d'agglomération du Puy-en-Velay.

## Territoire communautaire

### Composition
Elle comprenait les onze communes suivantes :
| Nom                     | Code Insee | Gentilé           | Superficie (km2) | Population (dernière pop. légale) | Densité (hab./km2) |
| ----------------------- | ---------- | ----------------- | ---------------- | --------------------------------- | ------------------ |
| Vorey (siège)           | 43267      | Voreysiens        | 39,23            | 1 424 (2014)                      | 36                 |
| Beaulieu                | 43021      | Beyots            | 22,27            | 1 001 (2014)                      | 45                 |
| Chamalières-sur-Loire   | 43049      | Chamaliérois      | 13,40            | 495 (2014)                        | 37                 |
| Lavoûte-sur-Loire       | 43119      | Lavoutois         | 10,16            | 862 (2014)                        | 85                 |
| Malrevers               | 43126      | Malreversois      | 14,09            | 749 (2014)                        | 53                 |
| Mézères                 | 43134      | Mézèrois          | 8,58             | 164 (2014)                        | 19                 |
| Roche-en-Régnier        | 43164      |                   | 26,92            | 495 (2014)                        | 18                 |
| Rosières                | 43165      | Rosiérois         | 26,82            | 1 529 (2014)                      | 57                 |
| Saint-Étienne-Lardeyrol | 43181      |                   | 11,80            | 745 (2014)                        | 63                 |
| Saint-Pierre-du-Champ   | 43217      | Campopedrociliens | 31,09            | 507 (2014)                        | 16                 |
| Saint-Vincent           | 43230      |                   | 20,40            | 989 (2014)                        | 48                 |

### Démographie
| 1968  | 1975  | 1982  | 1990  | 1999  | 2008  | 2013  |
| ----- | ----- | ----- | ----- | ----- | ----- | ----- |
| 7 101 | 6 920 | 7 130 | 7 527 | 7 841 | 8 445 | 8 915 |

## Administration

### Siège
Le siège de la communauté de communes était situé place Henri-Champagnac à Vorey.

### Les élus
Le conseil communautaire de la communauté de communes de l'Emblavez se composait de vingt-huit membres représentant chacune des communes membres et élus jusqu'à la disparition de la structure intercommunale.
Ils sont répartis comme suit :
| Nombre de délégués | Communes |
| ------------------ | --- |
| 2                  | Chamalières-sur-Loire, Lavoûte-sur-Loire, Malrevers, Mézères, Roche-en-Régnier, Saint-Étienne-Lardeyrol, Saint-Pierre-du-Champ |
| 3                  | Beaulieu, Saint-Vincent |
| 4                  | Rosières, Vorey |

### Présidence
Les présidents successifs de la communauté de communes ont été Adrien Gouteyron, maire de Rosières (jusqu'en 2008), Jean-Paul Beaumel, maire de Lavoûte-sur-Loire, Jean-Benoît Girodet, maire de Saint-Vincent (2014-2016).